# 안나 린드

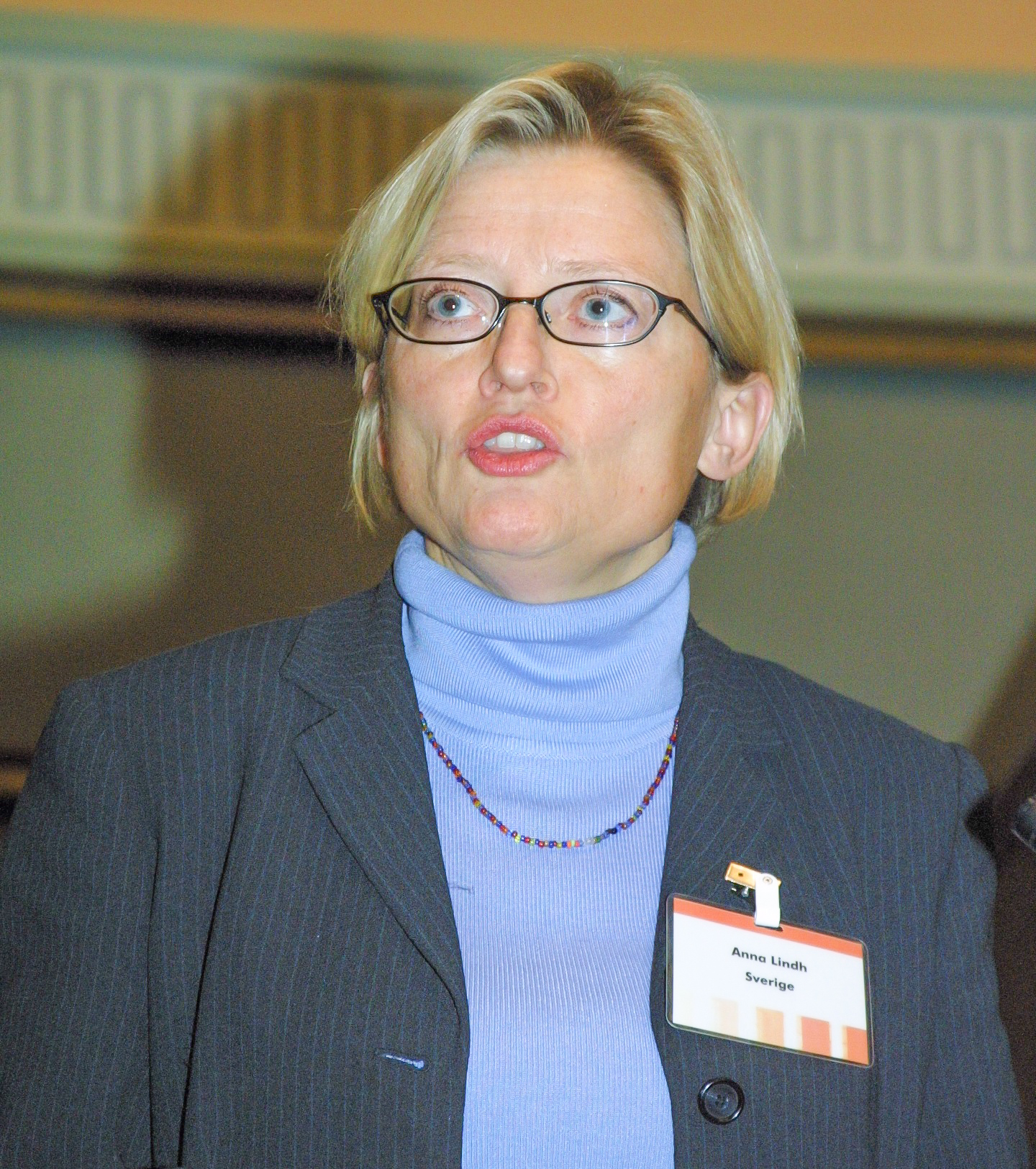
안나 린드 (2002년)

안나 린드(스웨덴어: Anna Lindh, 1957년 6월 19일 ~ 2003년 9월 11일)는 스웨덴의 정치가이다. 1994년부터 1998년까지 환경부 장관, 1998년부터 2003년 암살당할 때까지 외교부 장관을 역임했다.
스톡홀름 태생이며, 1982년 웁살라 대학의 법학부를 졸업했다. 1998년 총선 이후에 예란 페르손 내각에서 외교부 장관을 맡고 있었다. 그녀는 정치적 능력과 인기로 사회민주당에서 페르손의 뒤를 이을 총리 후보로 거론되고 있었다. 그녀는 쇠데르만란드주(Södermanland)의 주지사였던 보 홀름베리와의 사이에 두 아들을 두고 있었다.

## 암살
안나 린드는 2003년 9월 10일 오후 4시 정각 직후에 스톡홀름 시내 누디스카 콤파니엣(Nordiska Kompaniet) 백화점에서 쇼핑 중 칼을 든 한 괴한에게 공격을 받아 가슴과 배, 팔 등 급소 부위를 칼에 찔리고 말았다.
당시 관례에 따라 경호원은 곁에 없었으며, 공격직후 카롤린스카(Karolinska) 병원으로 급히 후송되어 9시간에 걸친 1차 수술을 받았고, 상태가 호전되지 않아서 2차 수술에 들어가지만 다음날 아침 5시 29분 결국 사망하고 만다. 이후 암살범은 사건 현장을 빠져나갔다가 미야일로 미야일로비치가 체포되어 범행을 자백, 종신형을 선고받았다.
안나 린드는 스웨덴에서 지난 10년 동안 암살된 두 번째 정치인이며, 19세기부터 따지면 3번째이다. 전 총리 올로프 팔메도 1986년 알 수 없는 범인의 총격을 받아 사망했다. 린드는 생전에 스웨덴의 유로화 채택을 강력히 주장했으며 그녀의 암살은 유로화 사용에 대한 국민투표(9월 14일)가 있기 불과 사흘 전에 일어났다. 암살 사건 이후에 유로화 도입 찬반 진영은 찬반 유세 활동을 중지했지만 국민투표는 예정대로 실시하여 스웨덴 국민은 유로화 채택을 반대하는 것으로 결과가 나왔다.

## 같이 보기
- 조 콕스
- 올로프 팔메